# Een korte werkdag
Krótki dzień pracy (Nederlands: Een korte werkdag) is een Poolse film uit 1981 onder regie van Krzysztof Kieślowski. De film gaat over het arbeidersprotest in juni 1976 in Radom. De film is gebaseerd op ware gebeurtenissen, maar de personages zijn fictief. Hoewel de film in 1981 gemaakt werd, vond de televisiepremière pas in 1996 plaats. De film werd eerst vanwege censuur verboden en na de val van het communisme had Kieślowski geen zin meer om de film te vertonen. In de tussentijd werd de film wel in filmclubs en op festivals vertoond.   

## Verhaal
Het docudrama toont het arbeidersprotest van 1976 in de Poolse stad Radom naar aanleiding van de verhoging van de voedselprijzen. Centraal staat de lokale eerste secretaris van de Communistische Partij in Radom. De partijsecretaris probeert de arbeidersmassa onder zijn raam te sussen. Ondanks de groeiende dreiging besluit hij hen toe te spreken vanuit een raam van het partijkantoor in plaats van te vluchten zoals hem geadviseerd wordt. De nationale regering weigert toe te geven aan de eisen van de demonstranten om de prijsverhogingen ongedaan te maken. Rond de middag geeft de partijsecretaris eindelijk gehoor aan het bevel van de politiechef om zijn kantoor te verlaten. Terwijl de secretaris het gebouw verlaat, steken de demonstranten het kantoormeubilair in brand. Vijf jaar later legt de secretaris op televisie verantwoording af van zijn handelen tijdens de protesten van juni 1976.

## Rolverdeling
| Acteur            | Personage                                                    |
| ----------------- | ------------------------------------------------------------ |
| Waclaw Ulewicz    | provinciaal secretaris van de Communistische Partij in Radom |
| Lech Grzmocinski  | politiecommandant                                            |
| Tadeusz Bartosik  | activist die probeert te onderhandelen met de partijleiding  |
| Miroslaw Siedler  | activist van het Comité ter Verdediging van Arbeiders        |
| Zbigniew Bielski  | staker, later activist van de vakbond Solidarnosc            |
| Paul Nowisz       | chauffeur van de secretaris                                  |
| Wojciech Pilarski | rechter                                                      |
| Mark Kepinski     | kantoormedewerker van de partij in Radom                     |